# 富谢库尔
富谢库尔（法語：Fouchécourt，法語發音：[fuʃekuʁ] ⓘ）是法国上索恩省的一个市镇，属于沃苏勒区。

## 地理
富谢库尔（47°47'24"N, 5°59'42"E）面积4.47 平方千米，位于法国勃艮第-弗朗什-孔泰大區上索恩省，该省份为法国东部内陆省份，北起顺时针与孚日省、贝尔福地区省、杜省、汝拉省、科多尔省和上马恩省接壤。
与富谢库尔接壤的市镇（或旧市镇、城区）包括：蒙蒂勒莱博莱、博莱、皮尔热罗。

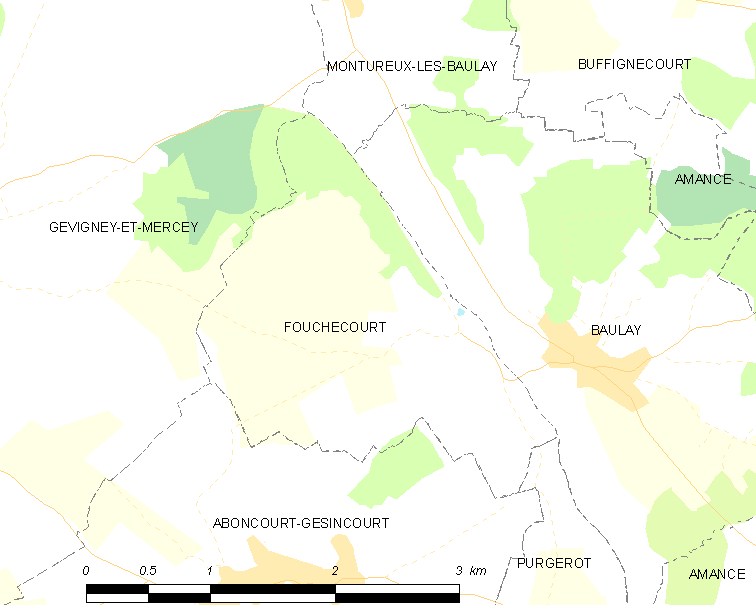
富谢库尔的OSM定位图

富谢库尔的时区为UTC+01:00、UTC+02:00（夏令时）。

## 行政
富谢库尔的邮政编码为70160，INSEE市镇编码为70244。

## 政治
富谢库尔所属的省级选区为瑞塞县。

## 人口

1962-2008年间富谢库尔人口变化图示

富谢库尔于2022年1月1日时的人口数量为120人。